# كارل لانغر
كارل لانغر (بالإنجليزية: Karl Langer؛ بالألمانية: Karl Langer) هو مهندس معماري أسترالي ونمساوي، ولد في 28 يوليو 1903، وتوفي في 1969.